# Marcilly-sur-Seine
Marcilly-sur-Seine is een gemeente in het Franse departement Marne (regio Grand Est) en telt 679 inwoners (2005). De plaats maakt deel uit van het arrondissement Épernay.

## Geografie
De oppervlakte van Marcilly-sur-Seine bedraagt 10,0 km², de bevolkingsdichtheid is 67,9 inwoners per km².
De onderstaande kaart toont de ligging van Marcilly-sur-Seine met de belangrijkste infrastructuur en aangrenzende gemeenten.

## Demografie
Onderstaande figuur toont het verloop van het inwonertal (bron: INSEE-tellingen).